# Adam Rzewuski (generał rosyjski)
Adam Rzewuski hrabia herbu Krzywda (ur. 5 stycznia 24 grudnia 1804?/5 stycznia 1805 w Pohrebyszczach na Podolu, zm. 17 kwietnia 1888 w Wierzchowni) – generał kawalerii Armii Imperium Rosyjskiego narodowości polskiej.

## Życiorys
Był synem Adama Wawrzyńca, kasztelana witebskiego, bratem: Henryka powieściopisarza, Karoliny Rozalii Tekli Sobańskiej oraz Eweliny Hańskiej, mężem Jadwigi, ojcem Stanisława, powieściopisarza i Katarzyny Radziwiłłowej, oraz Adama (1847–1932) – syna z nieformalnego związku.
Ukończył Wojskową Akademię Techniczną w Wiedniu. Od 1821 oficer rosyjskiej kawalerii. W 1826 przeszedł pod komendę gen. Jana Witte i wkrótce został jego adiutantem. Dzięki siostrze (była kochanką J. Witte i dla niego szpiegowała Polaków) oraz kilku małżeństwom z rosyjskimi arystokratkami uzyskiwał kolejne awanse. W 1828 walczył z Turkami, ranny pod Warną. W 1831 nagrodzony Złotą Szablą „Za Dzielność”, orderami i awansem na rotmistrza za tłumienie powstania w Polsce. Pułkownik z 1834, jako dowódca pułku kirasjerów. Był adiutantem cara. W 1843 generał major w świcie cara, a w 1848 generał adiutant. W 1855 powrócił do służby liniowej w stopniu generała lejtnanta i na czele Oddziału Eupatorskiego wziął udział w wojnie krymskiej. W 1856 został dowódcą Dywizji Dragonów, która w lipcu tego roku została przemianowana na 6 Dywizję Kawalerii. W tymże roku powrócił do orszaku cara i funkcji administracji dworskich. W latach 1862–1866 dowódca Kijowskiego Okręgu Wojskowego. W 1866 przeszedł w stan spoczynku z awansem na generała kawalerii i senatora Imperium Rosyjskiego. Otrzymał tytuł hrabiego w Rosji 18 listopada 1856 roku, będąc generałem-adiutantem wojska rosyjskiego. Działał w związkach masońskich w Żytomierzu. Był właścicielem majątków: Wierzchownia i Pohrebyszcze.